# Mercedes Pérez Merino
María Mercedes Pérez Merino (Madrid, 18 de novembre de 1960) és una sindicalista i política espanyola.
Nascuda el 18 de novembre de 1960 a Madrid, Pérez, treballadora des dels 16 anys, va exercir de delegada sindical a Comissions Obreres (CCOO) durant gairebé tres dècades. Es va destacar com una de les espartanes de «Coca-Cola en lluita», que va combatre l'ERO a l'embotelladora CASBEGA a Fuenlabrada, i després de 4 anys, 10 mesos i 21 dies de lluita contra Coca Cola, van obtenir el compromís de la multinacional a garantir la producció i l'ocupació.
Candidata al número 6 de la lista a Madrid d'Unides Podem per a les eleccions al Congrés dels Diputats d'abril de 2019, va resultar elegida diputada.